# Крушкі (Підляське воєводство)
Крушкі (пол. Kruszki) — село в Польщі, у гміні Пшеросль Сувальського повіту Підляського воєводства.
Населення — 90 осіб (2011).
У 1975-1998 роках село належало до Сувальського воєводства.

## Демографія
Демографічна структура станом на 31 березня 2011 року:
|          | Загалом | Допрацездатний вік | Працездатний вік | Постпрацездатний вік |
| -------- | ------- | ------------------ | ---------------- | -------------------- |
| Чоловіки | 47      | 13                 | 27               | 7                    |
| Жінки    | 43      | 9                  | 20               | 14                   |
| Разом    | 90      | 22                 | 47               | 21                   |